# Строганов Євген Володимирович
Євген Володимирович Строганов — підполковник Збройних Сил України, учасник російсько-української війни, який відзначився у ході російського вторгнення в Україну.

## Життєпис
З 2019 року командир окремого підрозділу 406-ї окремої артилерійської бригади.

## Нагороди
- Орден Богдана Хмельницького II ступеня (31 жовтня 2023) — за особисту мужність під час виконання бойових завдань, самовіддані дії, виявлені у захисті державного суверенітету та територіальної цілісності України, вірність військовій присязі[1].
- Орден Данила Галицького (1 лютого 2023) — за особисту мужність і самовіддані дії, виявлені у захисті державного суверенітету та територіальної цілісності України, вірність військовій присязі[2].
- Орден «За мужність» III ступеня (2 квітня 2022) — за особисту мужність під час виконання бойових завдань, самовіддані дії, виявлені у захисті державного суверенітету та територіальної цілісності України, вірність військовій присязі[3].